# Петър Лоша
Петър Лоша (на албански: Pjetër Losha) е деспот на Арта от 1359 до 1374 година.
Произходът му е неизяснен, като вероятно е албански или арумънски. През 1359 година завзема Арта, създавайки Артското деспотство, което управлява като васал на Епирското деспотство, а през 1367 – 1370 година дори е независим.
Умира през 1374 година в Арта от чума, след което владението му е обединено със съседния Деспотат Ангелокастрон и Лепанто под властта на неговия родственик Гин Буа Спата.